# Кулукасово
Кулука́сово (рос. Кулукасово, башк. Ҡолоҡас) — присілок у складі Абзеліловського району Башкортостану, Росія. Входить до складу Аскаровської сільської ради.
Населення — 77 осіб (2010; 86 в 2002).
Національний склад:
- башкири — 97%